# Île Mouchet
L'île Mouchet est une ancienne île sur la Loire, en France, sur le territoire de la commune d'Ancenis.
Rattachée à la berge nord du fleuve depuis plus d'une siècle, elle s'étend sur 40 ha, dont les trois quarts sont constitués de terres agricoles en friche classées Natura 2000, l'exception de sa partie amont organisée en espace de loisirs avec un camping.
Elle fut la première des îles Anceniennes à être aménagée, avec 4 kilomètres de sentiers accessibles aux personnes à mobilité réduite : les prairies sont reconstituées, des panneaux d'information sont implantés ainsi qu'un parcours ludique et des aires de jeux. Ces travaux sont réalisés dans le cadre de Natura 2000, le projet ayant été approuvé par le Conservatoire des Rives de Loire.